# Mali Magellanov oblak
Mali Magellanov oblak je pritlikava galaksija, ki se nahaja na južni nebesni polobli, v ozvezdju Tukan. Klasificiran je kot pritlikava nepravilna galaksija. Njegov premer meri okoli 7.000 svetlobnih let in vsebuje nekaj sto milijonov zvezd. Njegova masa meri okoli 7 milijard Sončevih mas.
Nekateri ugibajo, da je bil Mali Magellanov oblak nekdaj spiralna galaksija s prečko in da ga je gravitacija Mlečne ceste preoblikovala v nepravilno galaksijo. Vsebuje prečko.
Z oddaljenostjo okoli 200.000 svetlobnih let je ena nam najbližjih galaksij.
Z deklinacijo približno -73°, je viden samo z južne poloble in nižjih geografskih širin severne poloble. Ker ima nizko površinsko svetlost, ga je najbolje opazovati daleč od svetlih mest.
Mali Magellanov oblak je del Krajevne skupine.

## Značilnosti
Magellanov most je tok plina, ki povezuje Mali in Veliki Magellanov oblak. Dokazuje plimno interakcijo med galaksijama.